# Trierische Landeszeitung
Die Trierische Landeszeitung (TLZ) war eine Tageszeitung, die von 1875 bis 1974 in Trier an der Mosel (Rheinland-Pfalz) herausgegeben wurde.

## Geschichte
Am 31. März 1875 gründete der Kaplan Friedrich Dasbach in Trier die beiden Zeitungen Sanct-Paulinus-Blatt und Katholische Volkszeitung sowie die St. Paulinus-Druckerei.
Am 1. Oktober 1875 wurde die Katholische Volkszeitung in Trierische Landeszeitung umbenannt.

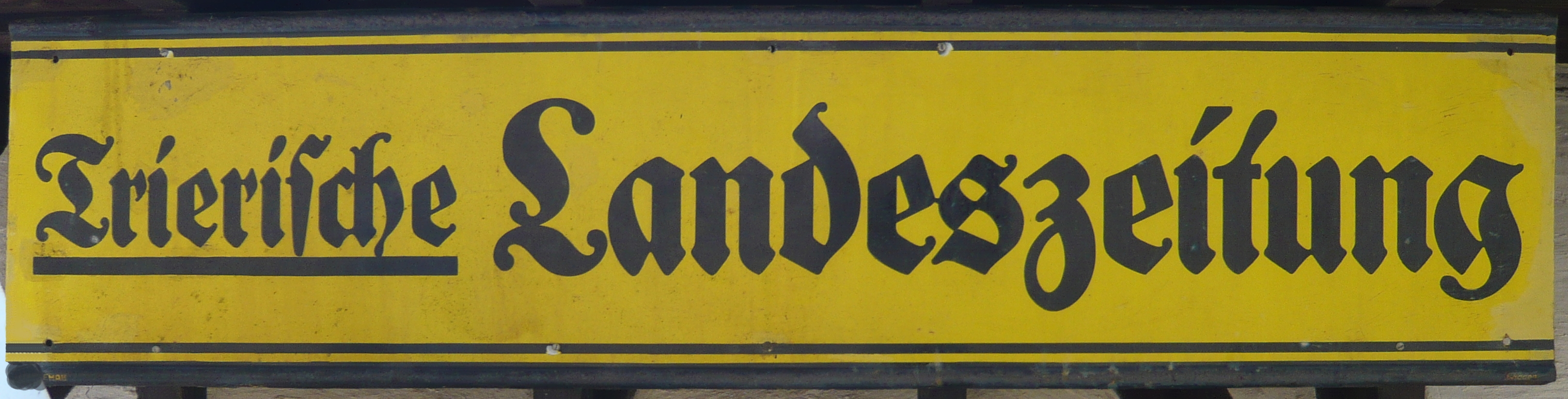
Verkaufsstellenschild: Trierische Landeszeitung

Am 28. Februar 1943 müssen im Rahmen der zweiten von insgesamt drei großen Stilllegungsaktionen insgesamt 950 Zeitungen auf Befehl der Reichspressekammer ihr Erscheinen einstellen. Dieser Maßnahme musste sich in Zusammenhang mit dem Schriftleitergesetz auch die Trierische Landeszeitung beugen. Gründe hierfür waren sowohl die Knappheit an Rohstoffen als auch die Anstrengungen des Goebbelsschen Propagandaapparates, die öffentliche Meinung im Griff zu behalten.
Nach Ende des Zweiten Weltkrieges wurde am 1. November 1949 der Druckereibetrieb wieder aufgenommen. 1972 wurden die finanziellen Belastungen dem Bistum Trier zu groß und die Zeitung wurde an die Saarbrücker Zeitung verkauft. Unter ihrer Regie wurde die Trierische Landeszeitung weiterhin in der Paulinus-Druckerei in Trier gedruckt, bis am 31. März 1974 das Erscheinen der Trierischen Landeszeitung endgültig eingestellt wurde. Einzige Tageszeitung in Trier ist seitdem der Trierische Volksfreund.